# Eusarca nexilinea
Eusarca nexilinea là một loài bướm đêm trong họ Geometridae.